# Koldioxid i jordens atmosfär

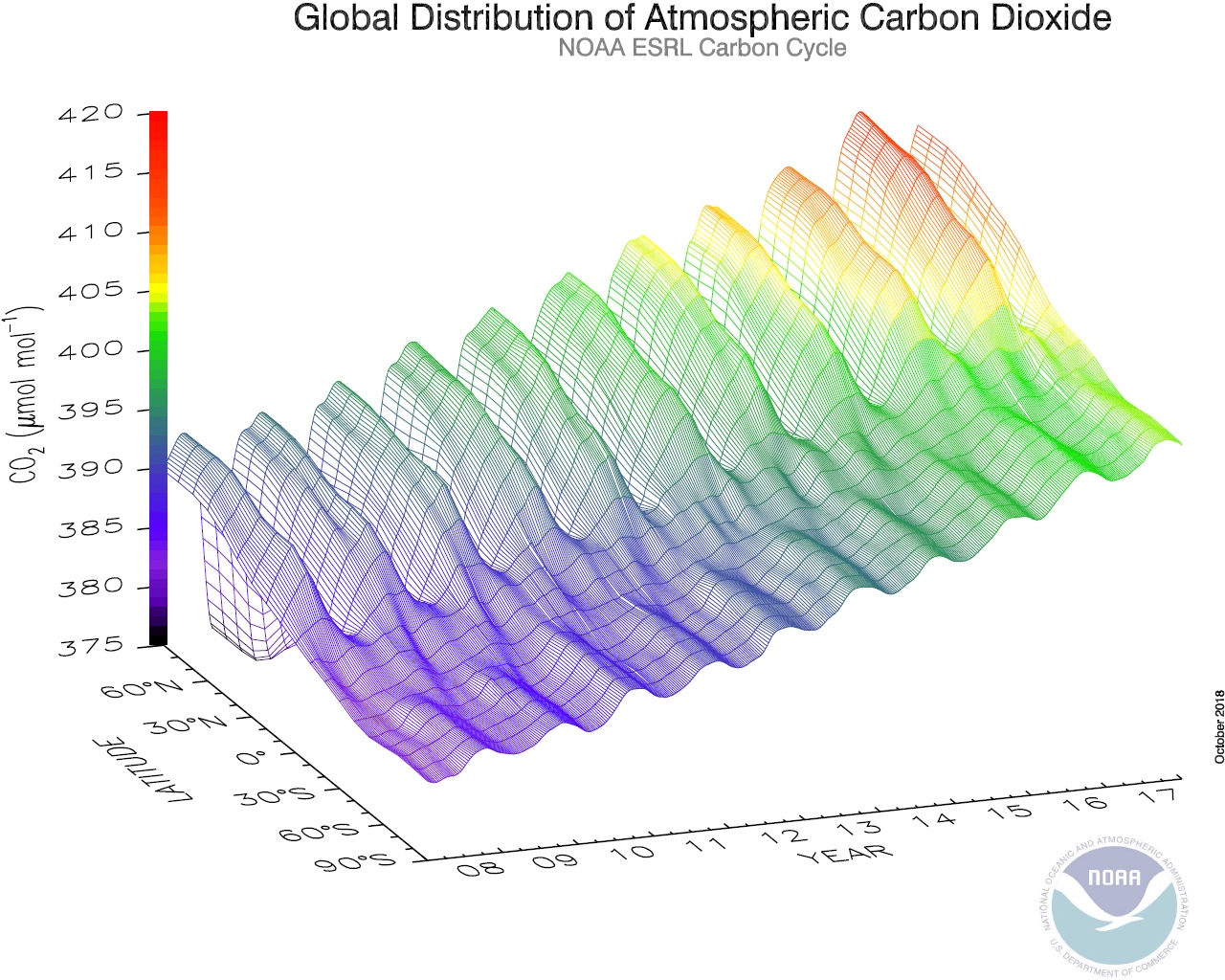
Koldioxidhalten 2005–2014. Grafen visar variationen över årstiderna och skillnaden mellan norra och södra halvkloten.

Koldioxid i jordens atmosfär förekommer i en relativt låg koncentration, drygt 420 ppm, men har stor betydelse för temperatur och växtlighet på jorden.  

## Allmänt
Trots den låga koncentrationen är koldioxid en av flera viktiga växthusgaser som påverkar jordens medeltemperatur genom växthuseffekten. Utan dessa växthusgaser (framförallt vattenånga och koldioxid) skulle jordens medeltemperatur vara cirka 30 grader lägre.
Biosfären är beroende av koldioxid när växter skapar ny materia via fotosyntesen, men kan vara ett problem med ett alltför stort överskott och bidra till global uppvärmning. Koldioxid i atmosfären leder också till en ökad havsförsurning. Dagliga mätningars medelvärde översteg för första gången 400 ppm den 10 maj 2013. Även andra källor anger liknande värden att halten koldioxid i jordens atmosfär ligger runt 400 ppm. NOAA konstaterade att år 2016 var det första året som halten koldioxid i atmosfären inte kom under 400 ppm någon gång under året.
Det finns flera institut som genomför mätningar. NOAA:s Global Monitoring Laboratory sammanställer ett globalt medelvärde från ett flertal mätstationer vid havsytan och presenterar koldioxidhaltens globala trend över tid. Nedan är ett diagram över variationerna av koldioxidhalten i jordens atmosfär från 800 000 f.Kr. till nutid, där historiska uppgifter baseras bland annat på undersökningar av iskärnor i glaciärer.

Koldioxid (ppm)År150200250300350400450-803719-557687-193177-27731-5711KoldioxidKoldioxid i Jordens atmosfär